# Cristal (község)
Cristal egy község (município) Brazíliában, Rio Grande do Sul államban. 2022-ben népességét 7299 főre becsülték.

## Története
A település az Estância do Cristal telep területén alakult ki, amelyet Bento Gonçalves da Silva (1788–1847) farrapó hős családja birtokolt. Nevét onnan kapta, hogy a környéken számos kristályra emlékeztető alakú szikla van. Bento Gonçalves itt élt, és halála után itt is volt eltemetve, azonban 1893-ban kiásták és 1909-ben Rio Grande városában, a Tamandaré téren állított emlékműbe temették.
Maga a település igen későn, az 1960-as években alakult ki az Egydio Alfredo és Olintho Guillherme Schlabitz testvérek által indított vállalkozás körül, a Camaquã folyó partján, a BR116 országút déli oldalán. 1965-ben Camaquã község kerületévé nyilvánították, majd 1988-ban függetlenedett és 1989-ben önálló községgé alakult.

## Leírása
Székhelye Cristal, további kerületei Bom Será, Cordeiro, Passo do Mendonça. Etnikai összetételét 70%-ban németek, 25%-ban portugálok, 2%-ban lengyelek, 1%-ban olaszok és 2%-ban feketék alkotják. A községközpont Porto Alegretől közúton 160 kilométerre fekszik, félúton Rio Grande felé. A község területe dombos, részben sík; éghajlata szubtrópusi. Növényzete változatos, fontos méztermesztő. Agrárközség, fő terményei a rizs, kukorica, szója, dohány, narancs; jelentős állattenyésztése is.